# 曼加貝拉斯山脈
曼加貝拉斯山脈是巴西的山脈，位於該國中部，分隔托坎廷斯河和帕納伊巴河流域，成為托坎廷斯與米納斯吉拉斯州和皮奧伊州之間的界線，最高點海拔高度860米。
10°00′S 46°30′W / 10.000°S 46.500°W